# Глисандо
Глисандо (glissando), скраћено gliss., је начин свирања при којем се брзо и сливено, клизајуће, нижу тонови. Овај начин свирања је изводљив на разним инструментима, али са различитим резултатом: на гудачким и жичаним инструментима са хватником, ово се постиже клизањем прста низ или уз жицу уз истовремено превлачење гудалом или трзањем жице. На харфи се изводи превлачењем прстију преко жица, чиме је омогућено извођење хроматских глисанда, за разлику од клавира, код којег је глисандо најчешћи превлачењем прста преко белих дирки. На тромбону се изводи постепеним кретањем повлачка, а на тимпану или променом штимовања током вирбла (само на педалном тимпану) или током одзвука удареног тона (могуће и на обртном тимпану).
Гилсандо се обележава таласастом линијом која спаја тонове на почетку и крају ефекта, изнад које се пише (није обавезно) glissando или само gliss. 
Глисандо тонови су углавном кратког трајања, али ако се жели напоменути која дужина нота треба да се одсвира, онда се глисандо записује као у доњем примеру на слици:
У случају да неки тонови глисанда треба да буду снижени, повишени или разрешени другачије од тоналитетских предзнака, онда се ти тонови обележавају између почетног и крајњег као мале главе нота у заградама, као на доњој слици:

## Звучни пример
Glissando на виолиниⓘ
| Glissando на харфиⓘ |